# الانتخابات العامة اللبنانية 1968 في بيروت
نُظّمت الانتخابات العامة اللبنانية 1968 في بيروت لانتخاب ثمانية أعضاء في مجلس النواب اللبناني في دائرة بيروت الأولى (واحدة من ثلاث دوائر انتخابية في المدينة) في 24 مارس 1968، كجزء من الانتخابات العامة الوطنية لذلك العام. بلغ عدد الناخبين المؤهلين في الدائرة 98.439 ناخبًا، صوّت منهم 28.631 ناخباً بنسبة 29.59 بالمائة، وهي أدنى نسبة مشاركة بين جميع الدوائر الانتخابية. لقد مرت الانتخابات في بيروت بسلاسة دون وقوع حوادث عنف.
بلغ عدد المقاعد في دائرة بيروت الأولى، التي كانت تضم الأجزاء المسيحية من المدينة، 3 مقاعد أرمنية أرثوذكسية، ومقعد أرمني كاثوليكي واحد، ومقعد روم كاثوليكي واحد، ومقعد أرثوذكسي واحد، ومقعد ماروني واحد، ومقعد بروتستانتي واحد (لمزيد من المعلومات حول نظام الانتخابات اللبناني (انظر الانتخابات في لبنان ).
تنافست كتلتان ضد بعضهما البعض في دائرة بيروت الأولى. إحداهما ترأسها رئيس حزب الكتائب بيار الجميل والأخرى يرأسها ميشال جورج ساسين. كان هناك أيضًا أربعة مرشحين خارج التذكرتين.
وحصلت كتلة الجميّل على ستة مقاعد من أصل ثمانية، فيما فازت كتلة ساسين باثنين. لقد أدار حزب الكتائب حملة انتخابية متطورة ومنظمة بشكل جيد. لكن باعتبار بيروت معقلاً للكتائب، كان من المتوقع أن يفوز مرشحو الجميّل بجميع المقاعد المطروحة. وبدلاً من ذلك، هُزم اثنان من البرلمانيين الموجودين على قائمة الجميل. من المحتمل أن حقيقة انتخاب المرشحين الأرمن بالتزكية أدت إلى انخفاض مشاركة الناخبين الأرمن (الذين كان اتحادهم الثوري الأرمني حليفاً للكتائب)، مما أدى إلى إضعاف موقف تذكرة الجميل.

## مقاعد أرمنية أرثوذكسية
تضم قائمة الجميل ثلاثة مرشحين من الأرمن الأرثوذكس، وقد انتخبو جميعًا بالتزكية. وكان الثلاثة ينتمون إلى الاتحاد الثوري الأرمني وكانوا جميعاً برلمانيين حاليين؛ وموفسيس دير كالوستيان البالغ من العمر 72 عاماً (أقدم برلماني في لبنان في ذلك الوقت)، وخاتشك بابيكيان (محامي ووزير سابق)، وسورين خاناميريان (رجل أعمال).

## مقعد الأرمن الكاثوليك
انتخاب جوزيف تشادر بالتزكية عن مقعد الأرمن الكاثوليك. وهو محامٍ، وكان عضواً في البرلمان منذ عام 1951 ونائباً لرئيس حزب الكتائب. وخاض الانتخابات كمرشح عن قائمة الجميل.

## مقعد الروم الكاثوليك
وشهد مقعد الروم الكاثوليك تنافسا بين أنطوان صحناوي عن تذكرة الجميل ونصري معلوف عن ساسين والمرشح المستقل سامي زريق. وكان رجل الأعمال البارز الصحناوي، نائباً في البرلمان منذ عام 1960 ووزيراً للبريد سابقاً، عضواً في الجبهة الديمقراطية. نصري معلوف كان محامياً وصحفياً، وشغل سابقاً منصب نائب في البرلمان ووزير. لقد كان مستقلاً من الناحية الفنية، لكنه كان مرتبطًا ارتباطًا وثيقًا بالحزب الوطني الليبرالي. وحصل نصري معلوف على 14087 صوتا وأنطوان صحناوي على 12485 صوتا وسامي زريق على 226 صوتا.

## مقعد الأرثوذكسية اليونانية
في مقعد الروم الأرثوذكس، واجه ميشيل جورج ساسين فؤاد بطرس (سياسي مستقل، محامٍ حسب المهنة، نائب برلماني حالي ووزير سابق يتنافس على تذكرة الجميل) وجوزيف لحود من الحزب الوطني الليبرالي. وكان ساسين رجل أعمال بارزا حاول الترشح للبرلمان عام 1960. ولم يكن ينتمي إلى أي حزب سياسي. وحصل ساسين على 14821 صوتا مقابل 13744 لبطرس و1116 لحود.

## المقعد الماروني
ولم يكن في قائمة ساسين أي مرشح ماروني. ومع ذلك، فقد واجه عهد رجل الكتائب القوي بيار الجميل تحديًا من قبل المرشح المستقل سليم واكيم. وكان واكيم البالغ من العمر 35 عاماً قد حاول خوض انتخابات عام 1964 أيضاً، لكنه لم يحصل في ذلك الوقت إلا على تسعة أصوات. هذه المرة حصل بيار الجميل على 24835 صوتا مقابل 1344 صوتا لسليم واكيم.

## مقعد البروتستانتية
وكان مرشح قائمة الجميل لمقعد البروتستانت هو عضو حزب الكتائب سمير اسحق. رجل أعمال شاب وخريج الجامعة الأمريكية في بيروت. وكان إسحاق، وهو اسم غير معروف في عالم السياسة، قد رشحه المكتب السياسي لحزب الكتائب قبل خمسة أسابيع فقط من الانتخابات.
وكان مرشح ساسين البروتستانتي هو شارل سعد. 66 عاما، برلماني منذ عام 1960. وكان سعد عضوا في الجبهة الديمقراطية. وكان المرشح البروتستانتي الثالث يتفارت لوشخاجيان، وهو رجل أعمال بروتستانتي أرمني يتنافس على منصب عام لأول مرة. وحصل إسحاق على 15997 صوتاً، يليه سعد بـ 11302 صوتاً، و664 صوتاً للوشخاجيان.